# Konstantin Leontiev
Konstantin Nikolaievitch Leontiev, em russo: Константи́н Никола́евич Лео́нтьев (Smolensk, 13 de janeiro de 1831 — Serguiev Possad, 12 de novembro de 1891) foi um diplomata, filósofo, escritor e crítico literário russo, reconhecido russófilo.
Viveu em várias cidades otomanas como agente consular russo, dedicando seu tempo livre para escrever ficção oriental sobre muitos temas, alguns dos quais incluíam uma condenação à homofobia e sugeriam que ele poderia ser bissexual.